# Evan Bayh
Birch Evans Bayh III (født 26. december 1955 i Shirkieville, Indiana) er en amerikansk politiker. Senator for Indiana fra 1999 til 2011. Tidligere guvernør i Indiana. Medlem af Det Demokratiske Parti. Bayh var en ganske kort periode i 2006 kandidat til den demokratiske nominering til præsidentkandidat i 2008.

## Familie og uddannelse
Evan Bayh er søn af den tidligere amerikanske senator Birch Bayh der forsøgte at blive demokratisk præsidentkandidat i 1976 men tabte til guvernøren fra Georgia Jimmy Carter. Birch Bayh blev valgt til senatet i 1963 og genvalgt i 1969 og 1975. Birch Bayh forsøgte at blive genvalgt i 1981 men tabte til den senere amerikanske vicepræsident Dan Quayle.
Evan Bayh er gift med Susan Breshears Bayh der er professor i Jura. Sammen har de tvillingesønnerne Beau og Nicholas der blev født i 1995.
Evan Bayh blev uddannet fra Indiana University i 1978 med en bachelorgrad i statskundskab, økonomi og erhversøkonomi og tre år senere med en juridisk eksamen fra University of Virginia.
Efter universitet blev Evan Bayh advokatfuldmægtig og senere ansat på et advokatkontor.

## Politisk karriere
Evan Bayh blev i 1986 valgt som Secretary of State i Indiana. To år senere blev han valgt som guvernør i Indiana, Bayh var på det tidpunkt 32 år gammel og dermed den yngste guvernør i statens historie. Han blev genvalgt fire år senere i 1992 og vandt den største sejr i moderne tid. Evan Bayhs tid bliver betegnet som meget positiv, men en anelse forsigtig. Under Bayh havde Indiana overskud på de offentlige budgetter, der blev skabt en masse arbejdspladser og gennemført den største skattelettelse i statens historie.
En af Evan Bayhs største projekter som guvernørn var gennemførslen af en uddannelsesreform der betyder at alle elever der gennemfører High School og underskriver en erklæring om ikke at eksperimentere med ulovlige stoffer får tilbudt et scholarship til et af statens offentlige universiteter.
Evan Bayh fik sit første nationale gennembrud på den politiske scene da han i 1992 på det demokratiske konvent i New York holdt hovedtalen. Det der på engelsk hedder Keynote Adress.
I 1997 stoppede Evan Bayh som guvernør og blev herefter underviser på sit gamle universitet i Bloomington, mens han gjorde klar til at blive valgt til det amerikanske senat.

## Senator Bayh
Evan Bayh blev valgt til senatet i 1998 og fik i valget 64% af stemmerne. Den største margen en demokrat nogensinde har vundet med i den konservative, overvejende republikanske delstat. Evan Bayh vandt dermed den plads tilbage som hans far havde tabt 18 år tidligere.
Ved valget i 2004 blev Bayh genvalgt med 62% af stemmerne.
I senatet er Evan Bayh kendt som en midtsøgende demokrat der ofte stemmer sammen med det republikanske flertal. Bayhs stil er meget nedtonet, grænsende til det kedelige, og han er ikke kendt som en stor taler men som en politiker der har styr på sine ting.
Evan Bayh var i både 2000 og 2004 nævnt som en potientiel vicepræsidentkandidat til henholdsvis Al Gore og John Kerry.